# Compañía Neerlandesa de las Indias Orientales
La Compañía Neerlandesa de las Indias Orientales (en neerlandés: Vereenigde Oostindische Compagnie o VOC, literalmente ‘Compañía Unida de las Indias Orientales’), también conocida como Compañía Holandesa de las Indias Orientales, fue una compañía privilegiada que se estableció el 20 de marzo del 1602, cuando los Estados Generales de los Países Bajos amalgamaron varias compañías existentes (voorcompagnie) en una sociedad por acciones (la primera en el mundo), concediéndole un monopolio de 21 años para realizar actividades comerciales en Asia. Cualquier residente de la Provincias Unidas podía comprar acciones de la compañía, las cuales eran luego compradas y vendidas en mercados secundarios al aire abierto (uno de los cuales se convirtió en la bolsa de valores de Ámsterdam). Se le considera a veces la primera corporación multinacional en el mundo y la primera compañía que publicaba sus ganancias. Además, la VOC poseía poderes cercanos a los de un gobierno: incluyendo la potestad de declarar la guerra, encarcelar y ejecutar convictos, negociar tratados, acuñar su propia moneda y establecer colonias.
Habiéndose establecido en 1602 para beneficiarse del comercio de especias de las Molucas, la VOC estableció una capital en la ciudad porteña de Jayakarta en 1609 y cambió su mombre al de Batavia (actual Yakarta). A lo largo de los dos siguientes siglos, la compañía adquirió puertos adicionales como bases comerciales y salvaguardó sus intereses conquistado territorios circundantes. Gran parte de la mano de obra que construyó sus colonias estaba compuesta por personas que habían sido capturadas como esclavos. Fue una compañía de gran importancia y volumen de negocios durante casi dos siglos, pagando un dividendo anual de 18 % durante casi 200 años, hasta que llegó a la bancarrota y fue disuelta el 31 de diciembre de 1799. Las posesiones y la deuda pasaron a ser asumidas por el gobierno de la República Bátava. Los territorios de la VOC se convirtieron en las Indias Orientales Neerlandesas, que se fueron expandiendo en el curso del siglo XIX hasta incluir casi todo el archipiélago de Indonesia, que en el siglo XX formaría Indonesia.

## Historia

### Antecedentes

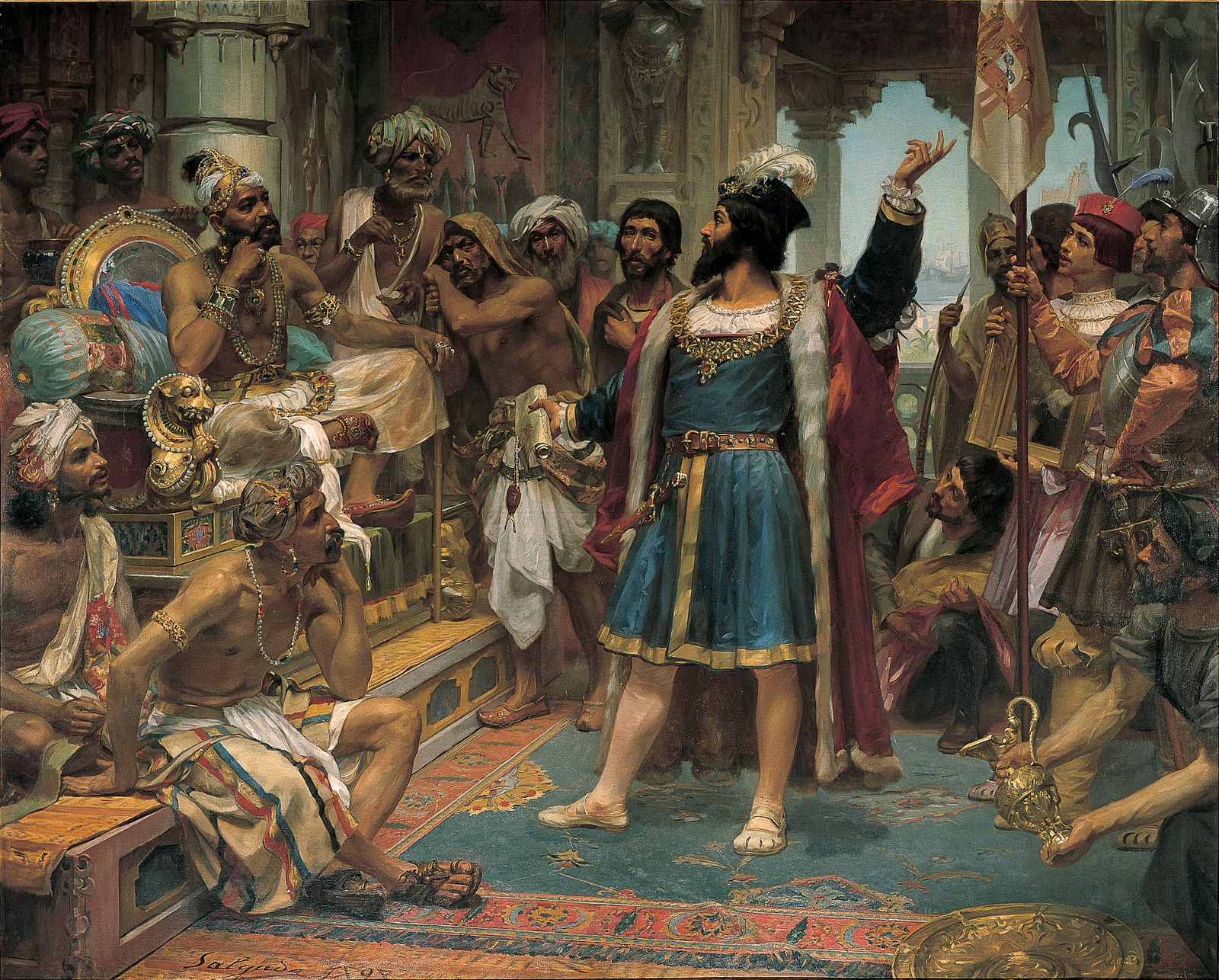
Vasco da Gama ante el Zamorin de Calicut

En Europa, el comercio de productos provenientes de las «Islas de las Especias» (Molucas-Indonesia), estaba monopolizado por los mercaderes musulmanes, en sociedad con los venecianos. Esta situación había elevado exageradamente los precios, ya que las especias eran muy codiciadas no solo para conservar la carne, sino también para la elaboración de medicinas y pociones mágicas.
Por aquel entonces, Europa aún no era la potencia económica y militar que sería tiempo después. Por el contrario, la principal fuerza expansionista de esta época eran los musulmanes: en 1453, por ejemplo, los turcos otomanos conquistaron Constantinopla, mientras que el islam se seguía extendiendo hacia el Este, hasta Indonesia y las Filipinas.
Portugal fue uno de los primeros reinos en desarrollar novedosos avances en la navegación, la construcción naval y en el armamento lo cual les permitió iniciar expediciones audaces.
En 1498, Vasco da Gama bordeó el cabo de Buena Esperanza (Sudáfrica) y llegó a Kappakadavu (Kappad), cerca de Calicut, en el actual estado de Kerala (India). Poco tiempo después, en 1510, el almirante Afonso de Albuquerque atacó y ocupó Goa (India), estableciendo allí la Capital de la India portuguesa.
La noticia sobre las riquezas del Sultanato de Malaca atrajeron la atención de Manuel I, rey de Portugal, quién envió al Almirante Diogo Lopes de Sequeira para encontrar Malaca y llegar a un pacto comercial con su gobernante. El primer europeo en arribar al sudeste asiático fue Sequeira, que llegó a Malaca en 1509.
Sequeira fue bien recibido por el sultán Mahmud Shah. Pero un grupo de musulmanes convenció al sultán de que los portugueses eran una amenaza grave. Mahmud decidió entonces capturar a varios de los hombres de Sequeira, mató a otros y trató de atacar a los cuatro buques portugueses, que sin embargo lograron escapar. Tras este incidente, los portugueses se convencieron de que la conquista era el único camino para poder establecerse en la zona.
En abril de 1511, Afonso de Albuquerque zarpó desde Goa rumbo a Malaca: tras 40 días de lucha, Malaca cayó frente a los portugueses el 24 de agosto. Previniendo futuros contraataques de Mahmud y de los reinos musulmanes vecinos, Albuquerque decidió transformar a Malaca en una fortaleza inexpugnable.
Por tanto, los portugueses fueron los primeros europeos en llegar a Indonesia con la ambición de dominar el origen de las valiosas especias. A través de la conquista militar o de la alianza con los gobernantes locales, los portugueses establecieron puestos comerciales, fuertes y misiones en las islas de Ternate, Ambon y Solor, entre otras. Sin embargo, la llegada de los portugueses alteró y desorganizó la red de comercio.
En lugar de crear un puerto centralizado para el intercambio de las riquezas asiáticas en el Estrecho de Malaca, el comercio se terminó dispersando en numerosos puertos, que entraron en un dura competencia. El puerto de Johor se convirtió en uno de los favoritos para los comerciantes asiáticos, mientras que Malaca comenzó a declinar como enclave comercial.

### Situación durante elsigloXVI

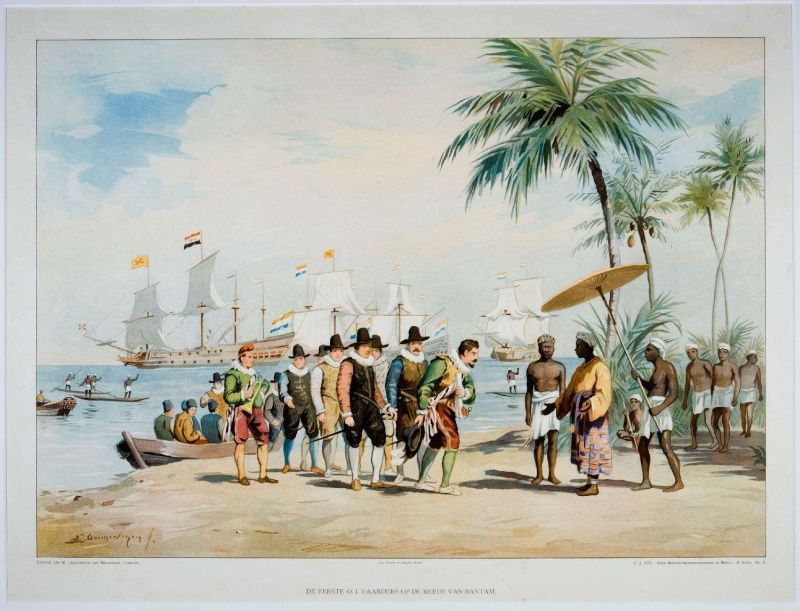
Llegada de Houtman a la playa de Banten

Durante el siglo XVI, el comercio de las especias fue dominado por los portugueses que utilizan el puerto de Lisboa como centro para la importación y exportación de estos productos. Antes de la rebelión neerlandesa, Amberes había jugado un papel importante como centro de re-distribución en el norte de Europa. Sin embargo, después de 1591 los portugueses utilizan al sindicato internacional de las familias alemanas Fugger y Welser, que junto a las firmas españolas e italianas, escogen Hamburgo como el puerto para las distribución de las mercancías asiáticas en el norte de Europa, lo cual arruina a los comerciantes neerlandeses.
Sin embargo, el sistema de comercio portugués era incapaz de aumentar la oferta para satisfacer la creciente demanda, en particular, la de pimienta. La demanda de especias era relativamente rígida, por lo que cada retraso en el suministro de pimienta provocaba un fuerte aumento en los precios. Además, Portugal, desde 1580 ya era parte de la Corona española, que estaba en guerra contra los rebeldes neerlandeses. De este modo las colonias portuguesas fueron objeto de las incursiones militares holandesas. Estos factores motivaron que los comerciantes de los Países Bajos se incorporaran al comercio intercontinental de especias en ese tiempo. Finalmente, algunos mercantes neerlandeses como Jan Huygen van Linschoten y Cornelis de Houtman descubrieron los «secretos» de las rutas y de las prácticas del comercio portugués, proporcionando una oportunidad para el comercio neerlandés. Así es que Cornelis de Houtman decide organizar su primer viaje a Banten, el principal puerto de Java.
En 1592, cuatro barcos de la expedición exploradora de Houtman partieron desde Ámsterdam. El viaje estuvo lleno de problemas desde el principio, a tal punto que al arribar a Madagascar, tuvieron que enterrar a setenta personas, por lo que dicha bahía era conocida como el «Cementerio holandés». Los neerlandeses ya sabían que no debían pasar por el estrecho de Malaca, que estaba controlado por los portugueses, sino a través del estrecho de la Sonda. El 27 de junio, los barcos finalmente llegaron a Banten, cuyo sultán se mostró interesado en llegar a un acuerdo con los europeos, Sin embargo, De Houtman era poco diplomático y su comportamiento fue considerado grosero e insultante: fue expulsado del territorio y se le impidió comprar especias.
Los barcos navegaron hacia el este y luego hacia la isla de Madura, siendo atacados por piratas en el camino. En Madura, fueron recibidos pacíficamente, pero De Houtman ordenó a sus hombres atacar brutalmente en venganza por los actos de piratería que habían sufrido. Los neerlandeses siguieron su viaje hacia Bali, y se reunieron con el rey de la isla, del cual obtuvieron unos cuantos botes de pimienta. En Bawean una de las naves se incendió y la tripulación tuvo que repartirse entre los otros tres buques. Los marineros ya estaban cansados de semejante travesía y decidieron no ir a las Molucas, sino regresar a los Países Bajos.
De la tripulación de 249 hombres, solo regresaron 87. Aunque el viaje fue un desastre humanitario y financiero, los sobrevivientes regresan a los Países Bajos con un cargamento de especias, lo que alienta a realizar nuevas expediciones. Se puede considerar que fue una victoria simbólica y el inicio de la colonización holandesa de Indonesia. En poco tiempo, los Países Bajos neerlandeses se harían cargo del comercio de especias en todo el Océano Índico.
En 1598, un número cada vez mayor de flotas fueron enviadas por grupos de comerciantes que competían dentro de los Países Bajos. Algunas flotas se perdieron, pero la mayoría fueron exitosas, con algunos viajes que dieron grandes ganancias. En marzo de 1599, una flota de ocho buques comandada por Jacob van Neck fue la primera en llegar a la Isla de las Especias (islas Molucas). Los barcos regresaron a Europa entre el 1599 y el 1600 y la expedición obtuvo una ganancia del 400 %.
En 1600, los neerlandeses se aliaron con el musulmán Hituese, de la isla de Ambon, para combatir a los portugueses y, a cambio, los neerlandeses se quedaran con el derecho exclusivo de comprar las especias de Hitu. Los portugueses finalmente rindieron su fortaleza en Ambon a la alianza entre Hituese y los neerlandeses. En 1613, los neerlandeses expulsaron a los portugueses del fuerte de Solor, pero un posterior ataque portugués llevó a un segundo cambio de manos. Los neerlandeses finalmente recapturaron Solor en 1636.
Al este de Solor en la isla de Timor, los avances neerlandeses fueron detenidos por un grupo autónomo y poderoso de euroasiáticos portugueses llamado Topasses. Ellos mantuvieron el control del comercio sobre la madera de sándalo y su resistencia se mantuvo durante los siglos XVII y XVIII, de modo que Timor Occidental permaneció en manos portuguesas hasta muy avanzado el siglo XX.

### Formación (1602)

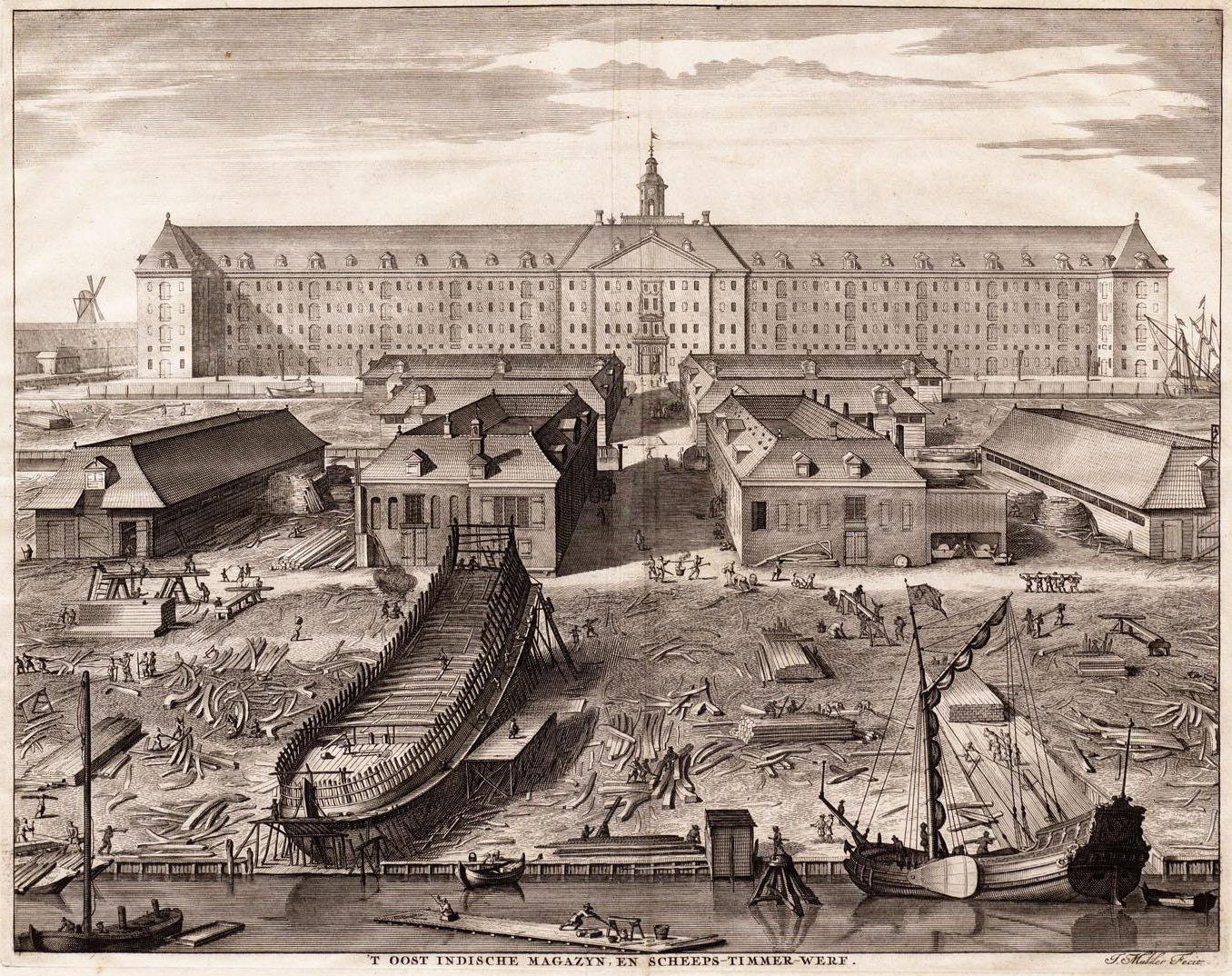
Astilleros de la VOC en Ámsterdam, en 1750 aproximadamente.

En esa época, era costumbre que una empresa se creara para realizar tan solo un viaje y luego fuese liquidada tras el retorno de la flota. La inversión en estas empresas de expedición era de muy alto riesgo, no solo debido a los peligros habituales de la piratería, las enfermedades y el naufragio, sino también por las condiciones del mercado de especias, donde actuaba una demanda inelástica con una oferta relativamente elástica lo cual podía hacer que los precios cayeran justo en el momento equivocado, arruinando las perspectivas de rentabilidad.
La formación de «cárteles» destinados a controlar la oferta y gestionar este riesgo parecía una solución apropiada. Los ingleses habían sido los primeros en adoptar este enfoque, combinando sus recursos en un monopolio empresarial conocido como la Compañía Británica de las Indias Orientales o EIC (creada en 1600), amenazando con llevar a sus competidores neerlandeses a la ruina.
En 1602, el gobierno de las Provincias Unidas decidió hacer lo mismo, patrocinando la creación de una única «Compañía de las Indias Orientales», a la cual se le concedió el monopolio del comercio asiático. Los estatutos de la nueva sociedad la facultaban para construir fuertes, mantener ejércitos y celebrar tratados con los gobernantes asiáticos. La empresa existiría durante 21 años, presentando una contabilidad financiera solo al final de cada década.
En 1603, el primer puesto permanente de comercio neerlandés en Indonesia se estableció en Banten, Java Occidental y en 1611, se estableció otro en Jayakarta (más tarde «Batavia» y luego «Yakarta»). En 1610, la VOC creó el cargo de gobernador general para controlar más firmemente sus asuntos en Asia, el cual sería asesorado y controlado por un Consejo de Indias (Raad van indie). El gobernador general efectivamente se convirtió en el administrador principal de las actividades en Asia de la VOC, aunque Heeren XVII y un cuerpo de 17 accionistas que representaban a las diferentes cámaras seguían teniendo oficialmente el control total sobre la compañía.
La Sede de la VOC se establece en Ambon (1610-1619), que a pesar de estar en el centro de las zonas productoras de especias, estaba muy lejos de las rutas comerciales de Asia y otras zonas de actividad de la VOC como África y Japón. Resultaba más conveniente un lugar al oeste del archipiélago, sin embargo, el estratégico estrecho de Malaca estaba controlado por los portugueses y el asentamiento de Banten estaba fuertemente controlado por un poderoso reino local y sujeto a una dura competencia con los comerciantes chinos e ingleses.
En 1604, una flota de la Compañía Británica de las Indias Orientales comandada por Sir Henry Middleton llegó a las islas de Ternate, Tidore, Ambon y Banda. En Banda, fueron severamente atacados por la VOC, dando comienzo a lo que sería una dura competencia anglo-holandesa por el acceso a las especias. De 1611 a 1617, los ingleses establecieron puestos comerciales en Sukadana (suroeste Kalimantan), la isla de Java (Makassar, Jayakarta y Jepara) y en Sumatra (Aceh, Pariaman y Jambi) amenazando al monopolio neerlandés sobre las Indias del Este.
Acuerdos diplomáticos firmados en Europa en 1620 marcaron el comienzo de un período de cooperación entre los neerlandeses y los ingleses sobre el comercio de especias. Sin embargo, esta tregua finalizó con un incidente notorio, conocido como la «masacre de Amboyna», donde diez ingleses fueron detenidos, juzgados y decapitados por considerarse que estaban conspirando contra el gobierno de las Provincias Unidas. A pesar de que esto causó indignación en Europa y una crisis diplomática entre los dos países, los ingleses finalmente se retiraron silenciosamente de la mayor parte de sus actividades en Indonesia (excepto de Banten) y se centraron en otros intereses asiáticos.

### Crecimiento

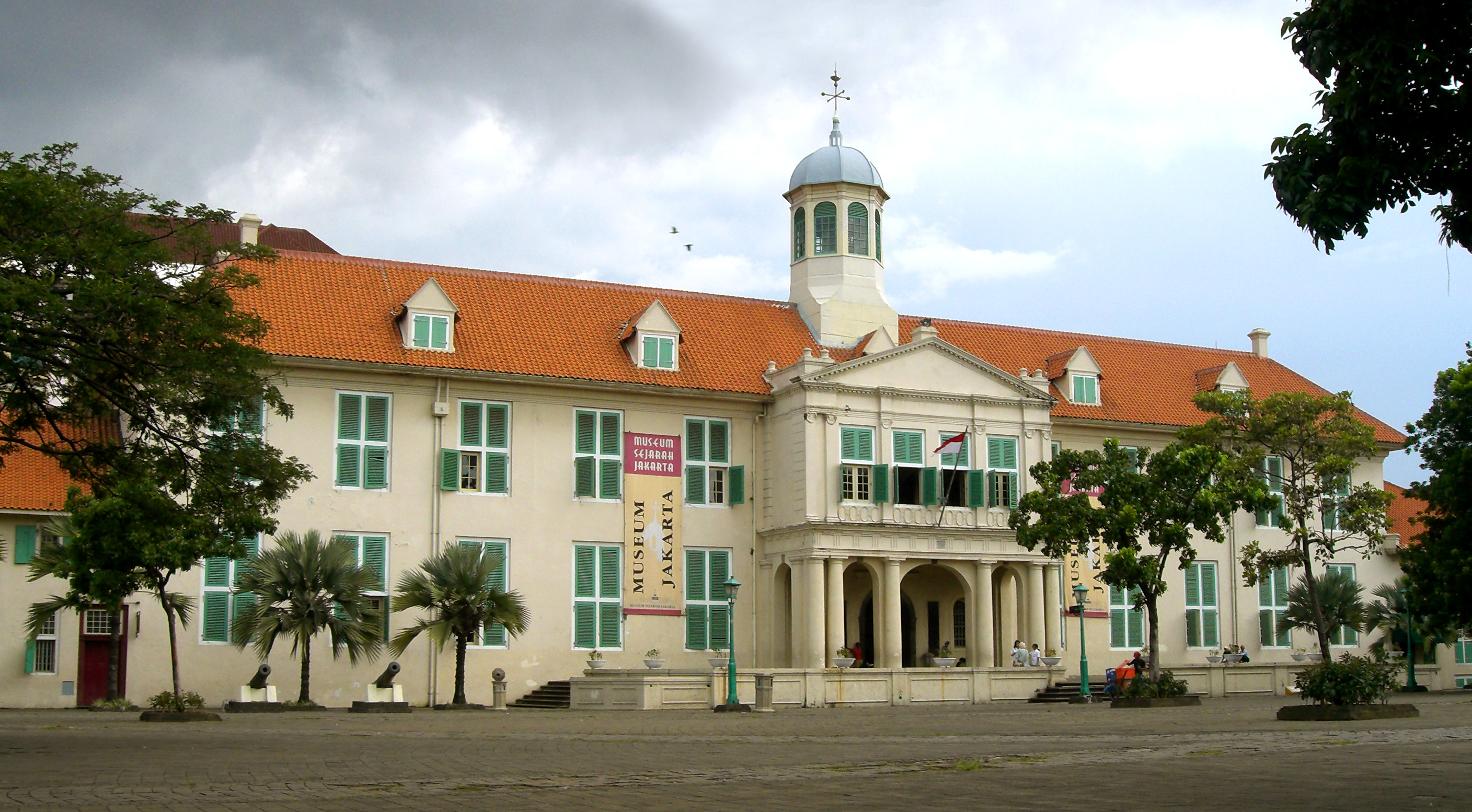
La sede del gobernador general de VOC. Hoy el edificio es el Museo Histórico de Yakarta.

En 1619, Jan Pieterszoon Coen fue nombrado Gobernador General de la VOC y fue él quién vio la posibilidad de que la empresa se convirtiera en una potencia asiática, tanto política como económica. El 30 de mayo de 1619, Coen, respaldado por una fuerza de diecinueve naves, asaltó Jayakarta expulsando a las fuerzas del sultanato de Banten, y allí estableció Batavia como nueva sede de la VOC. En la década de 1620 casi toda la población nativa de las Islas Banda fue expulsada o asesinada para establecer plantaciones neerlandesas de clavo de olor y nuez moscada. Coen tenía la esperanza de atraer a un gran número de colonos neerlandeses a las Indias Orientales, pero esto nunca se materializó, ya que muy pocos estaban dispuestos a emigrar a Asia.
Mientras tanto, un problema importante en el comercio euro-asiático de ese momento, era que los europeos podían ofrecer pocos bienes para intercambiar con los asiáticos a cambio de las especias. Estos pocos bienes aceptados por los asiáticos eran el oro y la plata. Por lo tanto, los comerciantes europeos debían pagar con metales preciosos por las especias, metales que a su vez eran escasos en Europa, a excepción de España y Portugal. Los neerlandeses e ingleses debían obtener superávit comercial con otros países europeos para asegurarse esos metales. Coen descubrió una solución obvia para el problema: generar un sistema de comercio intra-asiático, cuyos beneficios se pudiesen utilizar para financiar el comercio de especias con Europa. A la larga, esto evitaría la necesidad de financiar las exportaciones con metales preciosos europeos, aunque en principio esto requería la formación de un gran mercado interno en las Indias. La VOC re-invirtió una gran parte de sus beneficios con este objetivo hasta 1630.
La sede de la VOC en Batavia, se convirtió en una de las principales sedes comerciales de Asia. Buques de los Países Bajos traían bienes manufacturados (utilizados para abastecer a los asentamientos), Japón proveía plata y el cobre, mientras que los barcos de China e India, traían seda, algodón, porcelana y textiles. Estos productos se comercializan en el sudeste asiático para obtener las especias o en última instancia eran llevados a Europa. La VOC también fue un instrumento para la introducción de la cultura europea en Asia, ya que la Compañía apoyó a los misioneros cristianos y también negoció la venta de tecnología moderna a China y Japón. Durante más de doscientos años, el emplazamiento de la VOC en Dejima, un islote artificial en Nagasaki, era el único lugar donde se permitía a los europeos comerciar con los japoneses.
En 1640, la VOC adquirió el puerto portugués de Galle, en Ceilán, rompiendo su monopolio en el comercio de canela. En 1658, el general neerlandés Gerard Pietersz Hulft cercó Colombo, que fue capturada con la ayuda del rey Rajasinghe II de Kandy. En 1659, los portugueses habían sido expulsados de las regiones costeras, que fueron ocupadas luego por la VOC, procurándole el monopolio de la canela. Para evitar que los portugueses o ingleses pudiesen volver a capturar Sri Lanka, la VOC conquistó toda la costa de Malabar a los portugueses. Cuando la noticia de un acuerdo de paz entre Portugal y los Países Bajos llegó a Asia en 1663, Goa era la única ciudad portuguesa que aún quedaba en la costa oeste.
En 1652, Jan Van Riebeeck establece un puesto de avanzada en el Cabo de Buena Esperanza en el extremo meridional de África como punto de escala y reabastecimiento para los buques de la VOC en su viaje a Asia Oriental. Este puesto más tarde se convirtió en una colonia de pleno derecho (llamada Colonia del Cabo) cuando los europeos de los Países Bajos y otros comenzaron a establecerse allí, dando origen al grupo étnico denominado Afrikáner.
Puestos comerciales de la VOC también se establecieron en Persia (Irán), Bengala (India), Malaca (Malasia), Siam (hoy Tailandia, Camboya y Laos), Cantón (China), Formosa (actual Taiwán), así como en las costas de Malabar y Coromandel, en la India. Sin embargo, en 1662, Koxinga expulsó a los neerlandeses de Taiwán.
En 1663, la VOC firmó el «Tratado de Painan» con varios señores locales del área de Painan para que se rebelaran contra el sultanato de Aceh. El tratado permitió que la VOC pudiese construir un centro comercial en la zona y finalmente monopolizar el comercio, especialmente el del oro.
Para 1669, la VOC era la empresa privada más rica en la historia de la humanidad, con más de 150 buques mercantes, 40 buques de guerra, 50 000 empleados, un ejército privado con 10 000 soldados y ganancias del 40 % sobre la inversión inicial. Muchos de los empleados de la VOC se mezclaron con los pueblos indígenas, ampliando la población mestiza de la zona.

### Reorientación

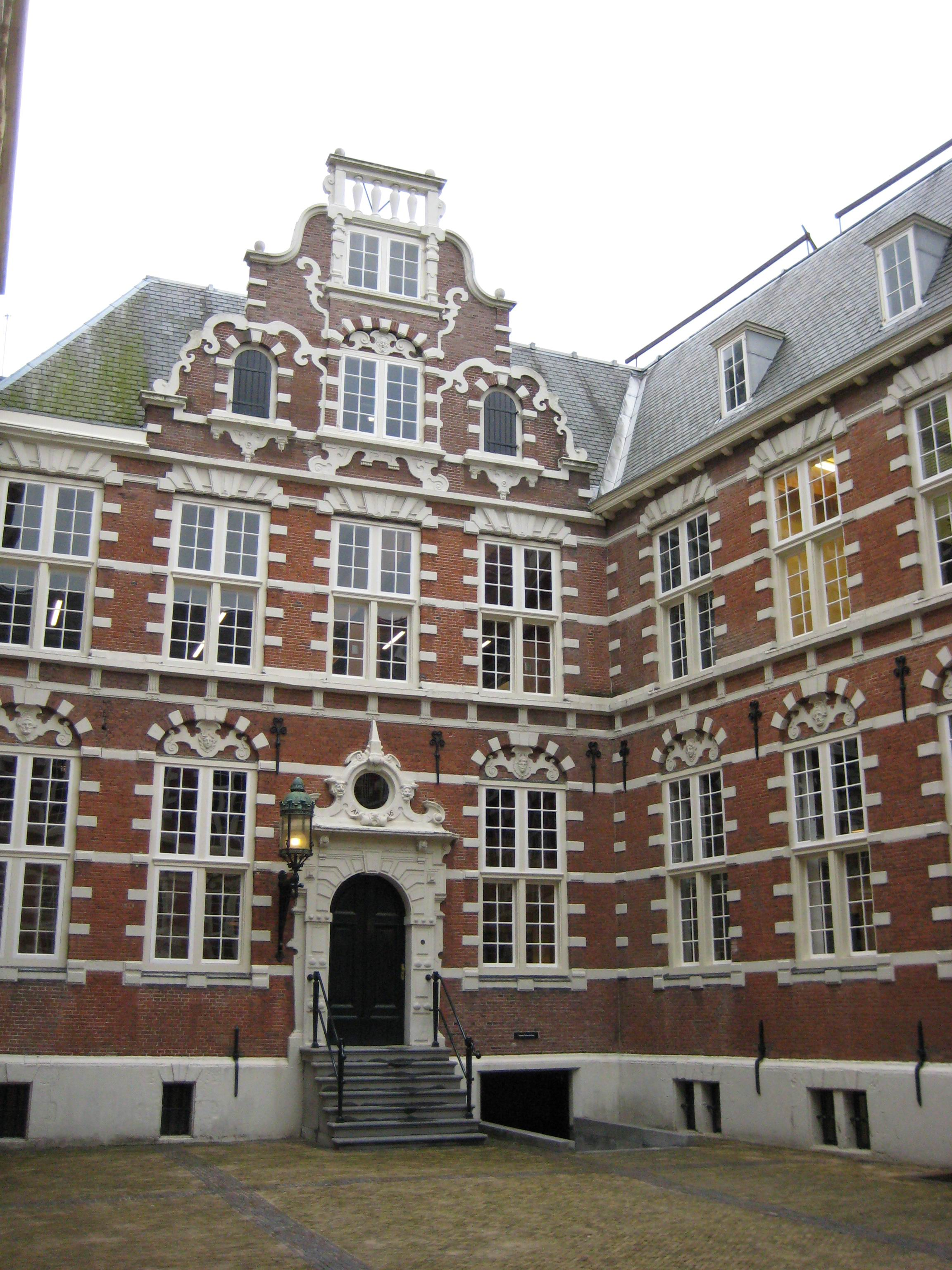
Edificio principal de la VOC en Ámsterdam

Alrededor de 1670, dos hechos frenaron el crecimiento de la VOC. En primer lugar, el comercio altamente rentable con Japón comenzó a declinar tras una serie de medidas impuestas por este país para limitar la exportación de oro y plata, empeorando severamente los términos del intercambio comercial. Por lo tanto, Japón dejó de funcionar como el eje central del comercio intra-asiático de la VOC en 1685. El otro hecho, fue la pérdida del puesto de avanzada en Formosa y la agitación interna en China (donde la dinastía Ming estaba siendo reemplazada por la dinastía Qing) que puso fin al comercio de la seda después de 1666. A pesar de que la VOC había sustituido la seda china por la bengalí, este suministro también se vio afectado por la restricción japonesa para suministrar metales preciosos.
Aún más perjudicial fue el estallido de la tercera guerra anglo-neerlandesa que interrumpió temporalmente el comercio de la Compañía con Europa, provocando un aumento en el precio de la pimienta, lo que atrajo a los ingleses para entrar agresivamente en este mercado en los años posteriores a 1672. Antiguamente, una de las políticas de precios de la VOC establecía sobre-abastecer ligeramente el mercado de la pimienta, a fin de mantener precios bajos que desanimaran a posibles intrusos que buscaran entrar en el mercado. Esta política levemente cautelosa, mostró mucha mayor efectividad que las medidas agresivas desatadas por la EIC, cuando esta empresa decidió inundar el mercado con nuevos suministros provenientes de la India, a fin de aumentar su cuota de mercado. La VOC, que contaba con mayores recursos financieros, podía esperar tranquilamente hasta que la EIC quebrara. Precisamente en 1683, la EIC estuvo a punto de quebrar y el precio de sus acciones cayó en picado desde 600 libras hasta 250, y su presidente, Josiah Child, fue obligado a abandonar el cargo.
Sin embargo, la competencia crecía. Otras empresas, como la Compañía Francesa de las Indias Orientales y la Compañía Danesa de las Indias Orientales también comenzaron a incursionar en el sistema neerlandés. Para consolidar su negocio, la VOC decidió firmar un tratado en 1684 con el sultán de Banten para cerrar, el hasta entonces abierto, emporio de la pimienta de Bantam. También, en la costa de Coromandel, se trasladó su bastión principal de Pulicat a Negapatnam. De esta manera la VOC se aseguraba el monopolio del comercio de la pimienta en detrimento de los franceses y daneses, aunque la importancia de estos productos tradicionales en el comercio euro-asiático estaba disminuyendo rápidamente y las ganancias ya no justificaban los gastos militares que realizaba la VOC para mantener su monopolio.
La empresa invirtió recursos en mejorar su posición militar en la costa de Malabar, esperando así eliminar las incursiones que realizaban los ingleses y así poner fin a la sangría de recursos que representaba el mantenimiento de sus guarniciones. Este operativo requirió usar la fuerza para obligar al zamorín de Calicut a someterse a la dominación neerlandesa. En 1710, el zamorín fue obligado a firmar un tratado con la empresa para asegurar un trato exclusivo y expulsar a cualquier otro comerciante europeo. Inicialmente esto pareció mejorar las perspectivas de la Compañía, sin embargo, en 1715, con el apoyo de la EIC, el zamorín renunció al tratado. Aunque un ejército neerlandés consiguió reprimir la insurrección temporalmente, el zamorín continuó negociando con los ingleses y franceses. Finalmente, en 1721, la VOC decidió que ya no valía la pena tratar de dominar el comercio de la pimienta de Malabar y el tráfico de especias en general. La presencia militar neerlandesa se redujo, aumentando el área de influencia de la EIC.
Por lo tanto, la batalla de Colachel (Travancore) de 1741 contra el raja Marthanda Varma, fue más bien una acción de retaguardia. El comandante neerlandés, capitán Eustaquio De Lannoy, fue capturado y el Marthanda Varma acordó perdonar la vida del capitán neerlandés a condición de que él se uniera a su ejército y entrenara a sus soldados con las técnicas modernas. Este hecho es considerado el ejemplo más antiguo de un estado asiático que haya vencido a uno europeo (táctica y tecnológicamente superior) y marcó también el declive del poder neerlandés en la India.
La época de las ganancias fáciles con el comercio de las especias ya se había terminado. La compañía, arrastrada por las circunstancias, tuvo que seguir el ejemplo de sus competidores europeos y diversificar su producción hacia otros artículos asiáticos como el té, el café, el algodón, los textiles y el azúcar. Estos productos proporcionan un margen de beneficio menor y por lo tanto requieren un mayor volumen de ventas para generar la misma cantidad de ingresos. Este cambio estructural en la composición de los productos del comercio de la VOC se inició en la década de 1680, después de que el colapso temporal de la EIC, en torno a 1683, ofreciera una excelente oportunidad para entrar en estos mercados.
Un cambio revolucionario en los gustos de la demanda europea de productos asiáticos, tanto textiles como de té y café, alrededor del siglo XVIII, fomentaron este viraje en la estructura de los negocios. Además, ahora la Compañía podía financiarse fácilmente gracias a la abundante oferta de capital a bajas tasas de interés, que permitieron su rápida expansión en las nuevas áreas de comercio. Entre los años 1680 y 1720, la VOC fue capaz de aumentar considerablemente su flota con nuevos hombres y equipos y también pudo adquirir una gran cantidad de metales preciosos para financiar la compra de las materias primas asiáticas.
El tonelaje de los barcos de la VOC aumentó en esta época en un 125 %, sin embargo, los ingresos de la Compañía solo aumentaron en un 78 %. Esto refleja un cambio fundamental en el contexto: ahora la VOC debía operar y competir en igualdad de condiciones, con productos que tenían una demanda elástica y márgenes de ganancia bajos. Además los directores de la empresa, en su mayoría regentes políticos, ya no tenían la visión de negocio que había caracterizado a los fundadores de la Compañía, mucho más ligados al comercio real.
A los bajos márgenes de ganancia, se sumaban otros factores como los costos «fijos» de operación (establecimientos militares, mantenimiento de la flota, etc.). Estos niveles de beneficio requerían aumentar la escala de las operaciones comerciales, lo que de hecho ocurrió con la incorporación de barcos más grandes que transportaban una mayor cantidad de bienes, sin embargo, la «productividad» en sí misma no aumentó lo suficiente. En general, la mayor cantidad de carga transportada aumentaba en línea con los costos, lo que se traducía en una baja rentabilidad sobre el capital invertido. El crecimiento no se traducía en mayores ganancias.
Concretamente, la «Edad de Oro» de la VOC se produce entre 1630 y 1670, con una ganancia media anual de 2 100 000 (dos millones cien mil) florines, de los cuales casi la mitad se distribuye como dividendos y el resto se re-invierte en la Compañía. El período que va entre 1680 y 1730, se denominó como la «Era de la Expansión» con un ingreso medio anual de 2 millones de florines, de los cuales, las tres cuartas partes, son distribuidos como dividendo y un cuarto es re-invertido. Durante el primer período, la empresa distribuye un dividendo promedio del 18 % sobre los ingresos totales, cifra que se reduce al 10 % durante el último período. A su vez, la rentabilidad anual sobre capital invertido es, durante los primeros años, de aproximadamente un 6 %, mientras que en el último período pasa a ser de un 3,4 %.
Sin embargo, a los ojos de los inversores la VOC no era una mala empresa. El precio de las acciones se mantuvo en torno a los 400 florines desde mediados de la década de 1680 (con excepción de un pequeño tropiezo en torno a la Revolución Gloriosa de 1688), hasta alcanzar su punto más alto de 642 florines en la década de 1720. Las acciones de la VOC tuvieron una rentabilidad del 3,5 % anual, un rendimiento ligeramente menor al de los bonos del gobierno neerlandés.

### Declive

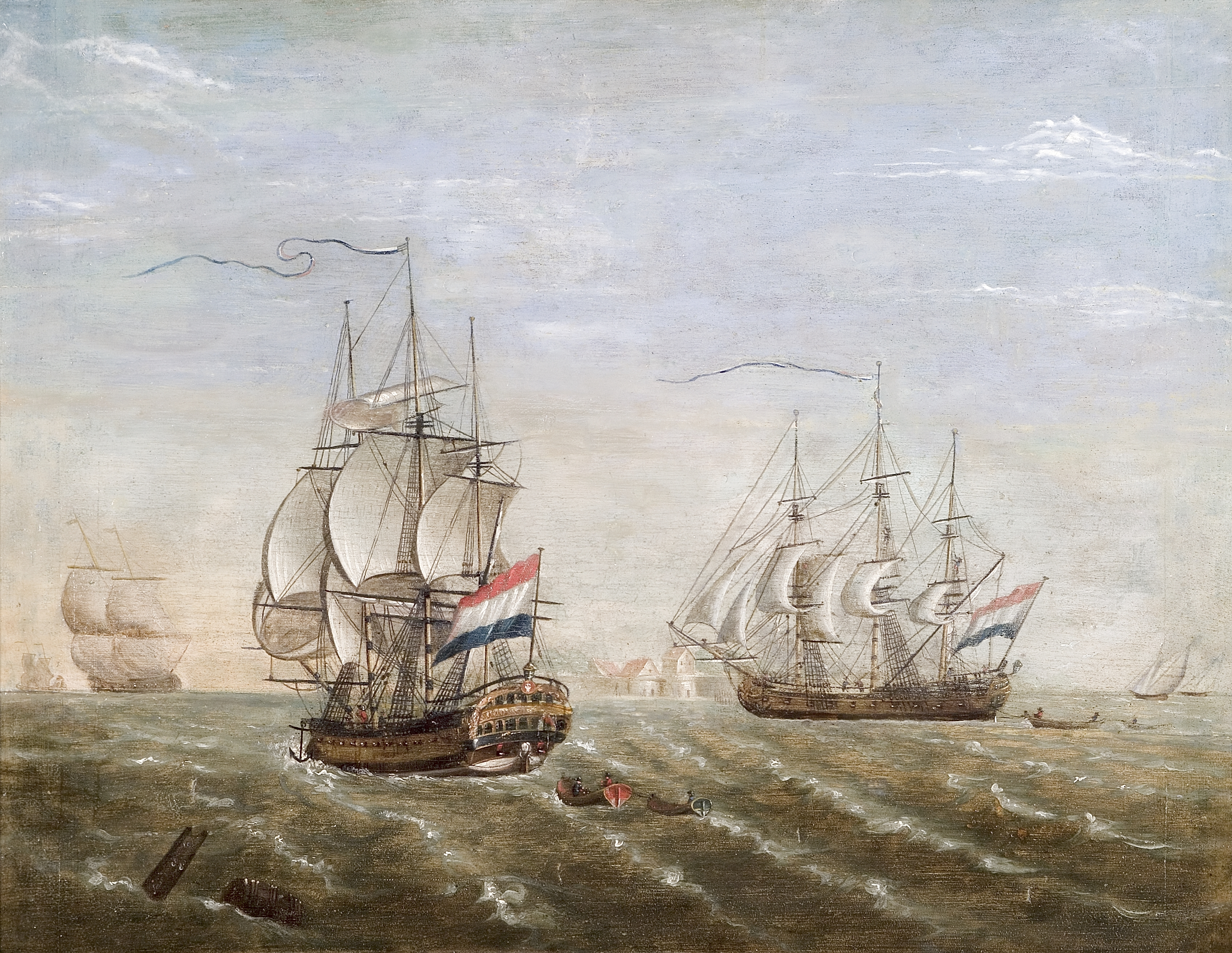
Barcos de la Compañía Neerlandesa de las Indias Orientales

Desde 1730 hasta 1780, la suerte de la VOC declinó. Cinco grandes problemas, no todos de igual peso, se pueden utilizar para explicar su caída:
- Hubo una constante erosión del comercio intra-asiático por los cambios en el entorno político y económico de la región, ante lo cual la VOC podía hacer muy poco. Estos factores gradualmente afectaron a la compañía en Persia, Surat, la Costa de Malabar y Bengala. La empresa tuvo que limitar sus operaciones a las zonas que controlaba físicamente, o sea Ceilán y todo el archipiélago indonesio. Por lo tanto, el volumen del comercio intra-asiático, y su rentabilidad, se redujeron considerablemente.
- La forma en que se organizó la compañía en Asia (centralizando sus operaciones en Batavia) que inicialmente había ofrecido ventajas en la recopilación de información de mercado, comenzó a causar inconvenientes en el siglo XVIII, debido a los problemas de logística que provocaba el envío de todas las mercaderías a este punto central para su re-distribución. Esta desventaja se sintió principalmente en el comercio del té, donde los competidores, como la Compañía de Ostende, enviaban directamente su mercadería desde China hacia Europa.
- La empresa no era un «buen empleador», ya que los salarios que pagaba eran bajos, por lo que la corrupción y el incumplimiento de deberes fue moneda corriente entre su personal y aunque este era un problema para todas las empresas que operaban en el Este y la India, parece que la VOC fue afectada en una escala más grande que sus competidores. Además, si bien el comercio por cuenta de privados no estaba oficialmente permitido, esta práctica proliferó en el siglo XVIII, en detrimento del rendimiento de la empresa. A partir de la década de 1790, se popularizó una frase que rezaba «perecieron por la corrupción» (que abreviado en neerlandés también coincide con las siglas VOC) que resumía el presente y el futuro de la compañía.
- Un problema que la VOC compartió con otras compañías fue la alta tasa de mortalidad entre sus empleados. Esto diezmó las filas de la empresa y enervó a muchos de los sobrevivientes.
- Otro error de la VOC fue su política de dividendos. Desde 1690 hasta 1760, los ingresos de la empresa en Europa siempre dejaban un excedente con respecto a los dividendos distribuidos en cada década, salvo en una (1710-1720). Desde 1730 los directores deciden enviar mayores recursos a Asia para consolidar su posición allí. Además, entre 1700 y 1740 la compañía retiró 5 400 000 (cinco millones cuatrocientos mil) florines de deuda a largo plazo, por lo tanto, la posición económica de la compañía todavía era segura por aquel entonces. Esto cambió después de 1730, ya que mientras las ganancias se desplomaban, los dividendos solo disminuían ligeramente desde el nivel anterior. Por lo tanto, los dividendos distribuidos eran superiores a los ingresos en cada década, salvo en una (1760-1770). El capital líquido disponible se redujo y los directores de la empresa se vieron obligados a recurrir a préstamos anticipados de corto plazo, respaldados por los ingresos que esperaban obtener de las flotas.

Desde 1720, el mercado del azúcar de Indonesia disminuyó por la competencia del azúcar barato proveniente del Brasil, que saturó a los mercados europeos. Decenas de comerciantes del azúcar de China se declararon en quiebra lo que condujo a un desempleo masivo. El gobierno neerlandés en Batavia no respondió adecuadamente a estos problemas y en 1740, los rumores de expulsión de los desempleados asiáticos de la zona de Batavia condujo a disturbios generalizados. Los militares neerlandeses requisaron las casas de los chinos en Batavia en busca de armas y cuando una de estas casas se quemó accidentalmente, comenzó una ola de matanzas y saqueos entre los militares neerlandeses y los ciudadanos empobrecidos de la comunidad china. Esta masacre se consideró suficientemente grave para que la junta directiva de la VOC decidiera iniciar una investigación oficial sobre el Gobierno de las Indias Orientales Neerlandesas por primera vez en su historia.

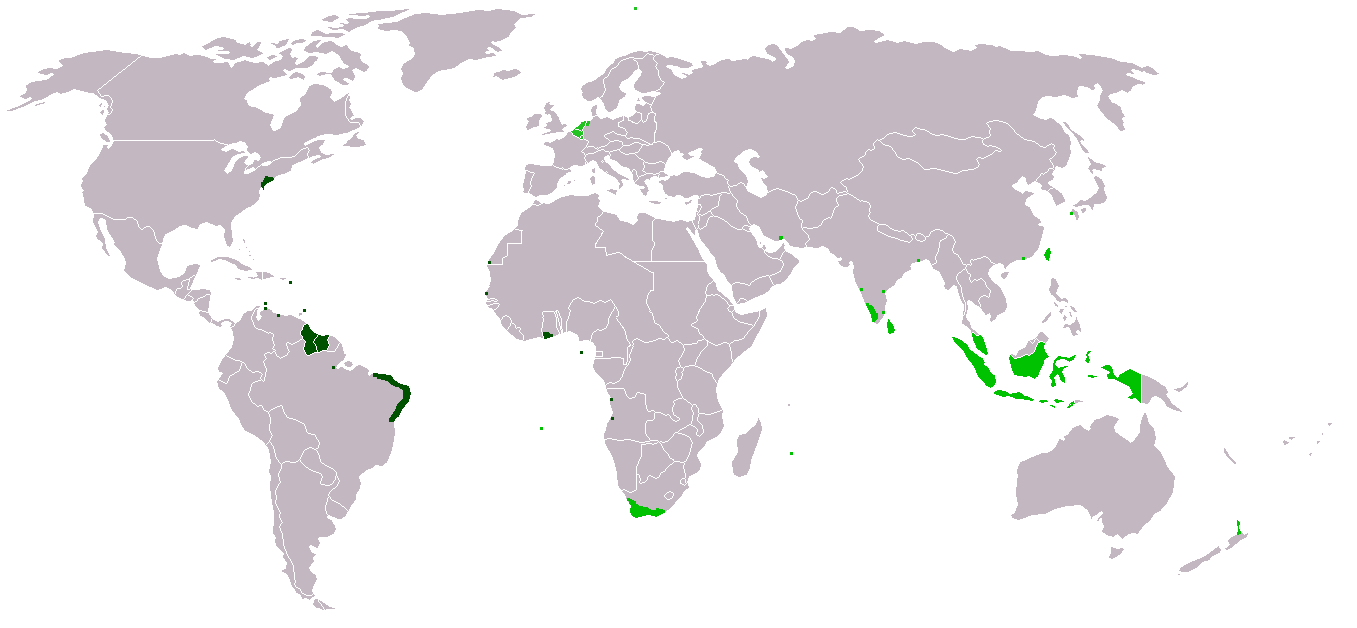
Posesiones neerlandesas, con las posesiones de la Compañía Neerlandesa de las Indias Orientales en color verde pálido, rodeando el océano Índico más Santa Helena en el Atlántico medio.

A pesar de todo esto, hasta 1780 la VOC mantuvo un nivel de operación enorme. Su capital en los Países Bajos, que constaba de buques y mercancías inventariadas, ascendía a 28 millones de florines, mientras que su capital en Asia, constituido por los fondos líquidos del comercio y las mercancías en ruta a Europa, ascendían a 46 millones de florines. El total de la deuda pendiente de pago se situaba en 62 millones de florines. Por lo tanto las perspectivas de la empresa en este momento no eran para nada desalentadoras. Sin embargo, la cuarta guerra anglo-neerlandesa complicó las cosas. Ataques británicos en Europa y Asia redujeron la flota de la VOC a la mitad, eliminado su valiosa carga. Las pérdidas directas de la empresa pueden calcularse en 43 millones de florines. Los préstamos para mantener a la empresa en operaciones hacen reducir su patrimonio neto a cero.
Después de la cuarta guerra anglo-neerlandesa, la VOC era una ruina financiera, y después de varios intentos para reorganizarlo, fue nacionalizada el 1 de marzo de 1796 por la nueva República de Batavia (Sucesora de la República de los Países Bajos). Su carta fue renovada varias veces, pero finalmente expiró el 31 de diciembre de 1799.
La mayor parte de las posesiones en el archipiélago indonesio (incluyendo casi toda Java, partes de Sumatra, gran parte de las Molucas y las zonas de influencia de los puertos como Makasar, Manado y Kupang) se convirtieron en el territorio conocido como las Indias Orientales Neerlandesas.
Por aquel entonces hubo numerosos disturbios en todo el archipiélago porque los indígenas se resistían ante la hegemonía neerlandesa. Además, la piratería en Indonesia siguió siendo un problema para los neerlandeses hasta mediados del siglo XIX.
En 1806, la República de Batavia, se convierte en el Reino de Holanda bajo dominación francesa y Napoleón nombra a su hermano Luis Bonaparte para ocupar el trono neerlandés. En 1811, las fuerzas británicas ocuparon varios puertos de las Indias Orientales Neerlandesas (incluyendo Java) y Thomas Stamford Raffles se convirtió en gobernador.
En el Congreso de Viena de 1815, se estableció que las Indias Orientales neerlandesas volvieran a manos de los Países Bajos, sin embargo Gran Bretaña se adjudicó la Colonia del Cabo.
El control neerlandés sobre las Indias Orientales fue restaurado en 1816 y, en 1824, con un nuevo Tratado, los neerlandeses incorporaron a su dominio los asentamientos británicos de Indonesia, como Bengkulu en Sumatra, a cambio de ceder el control de sus posesiones en la Península de Malaca y en la India neerlandesa. Las fronteras resultantes entre las posesiones británicas y neerlandesas son las que actualmente poseen Malasia e Indonesia.
La familia Wright, dueños de Voyager Estate en el Río Margaret (Australia Occidental), adquirió el nombre de la VOC y su marca en 1995.

## Galería

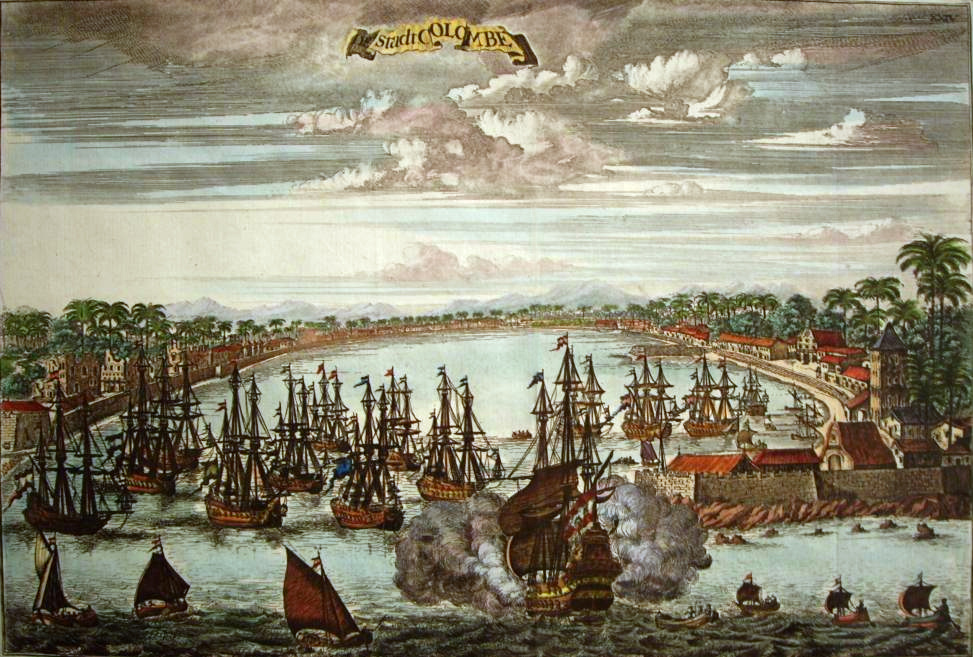
Colombo, circa 1680.
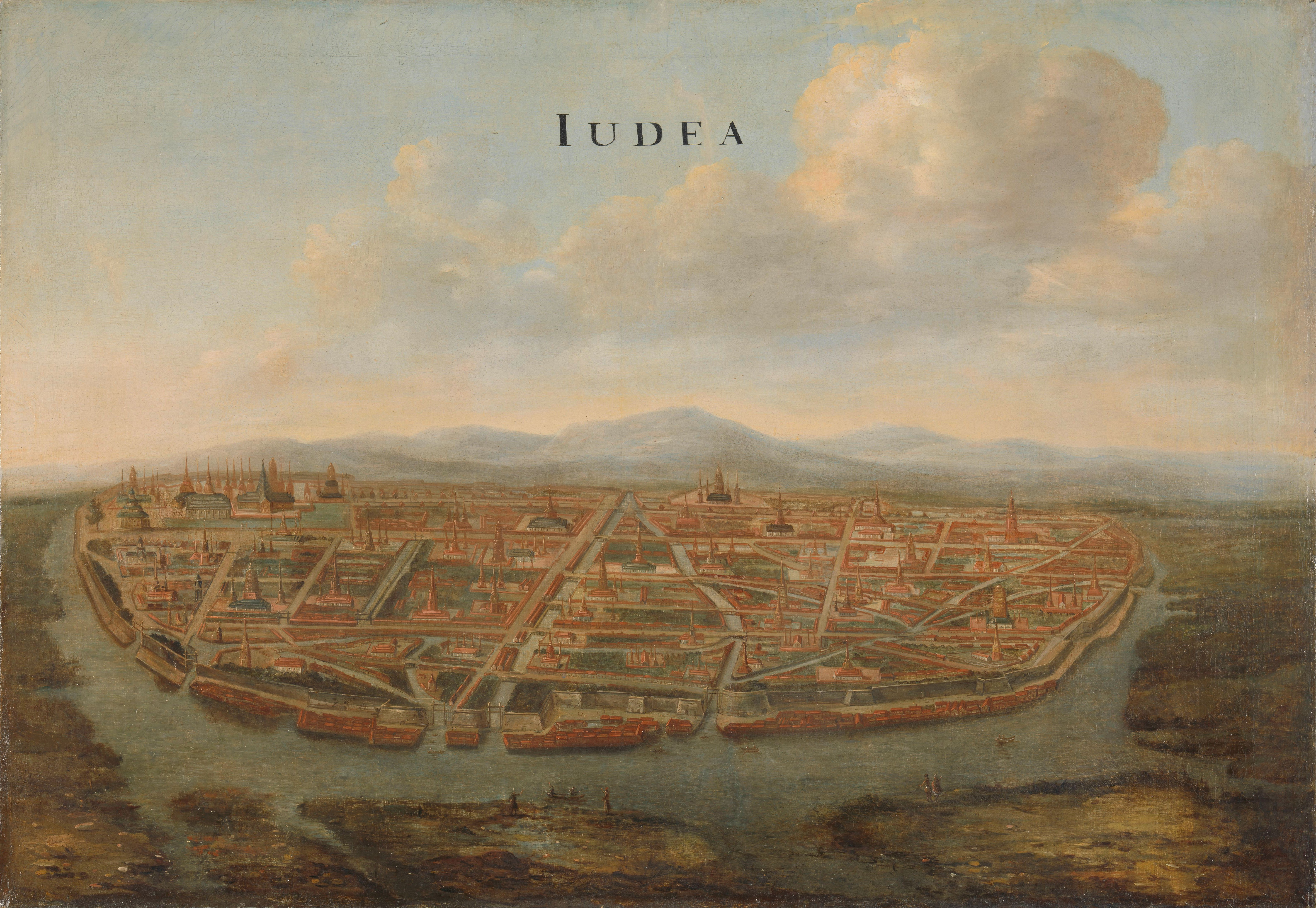
Panorama de Ayutthaya, capital del reino de Siam. Atribuido a Johannes Vinckboons, circa 1662. Rijks museum, Ámsterdam.
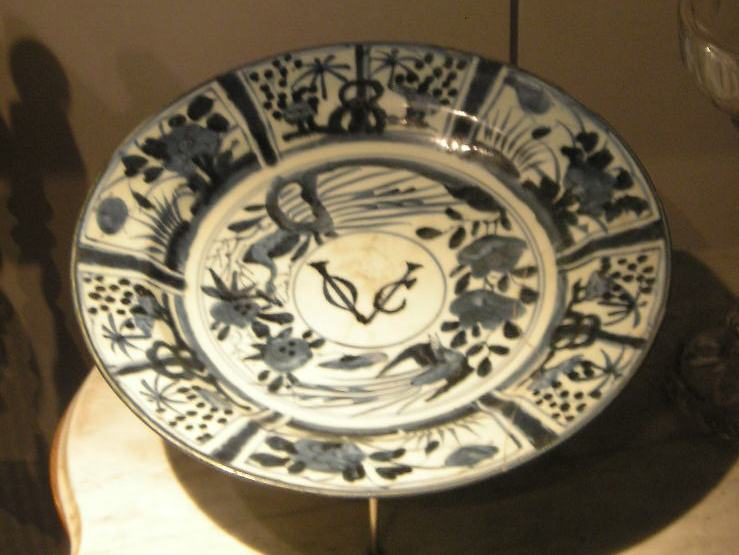
Pieza de porcelana, en el museo de Malaca.
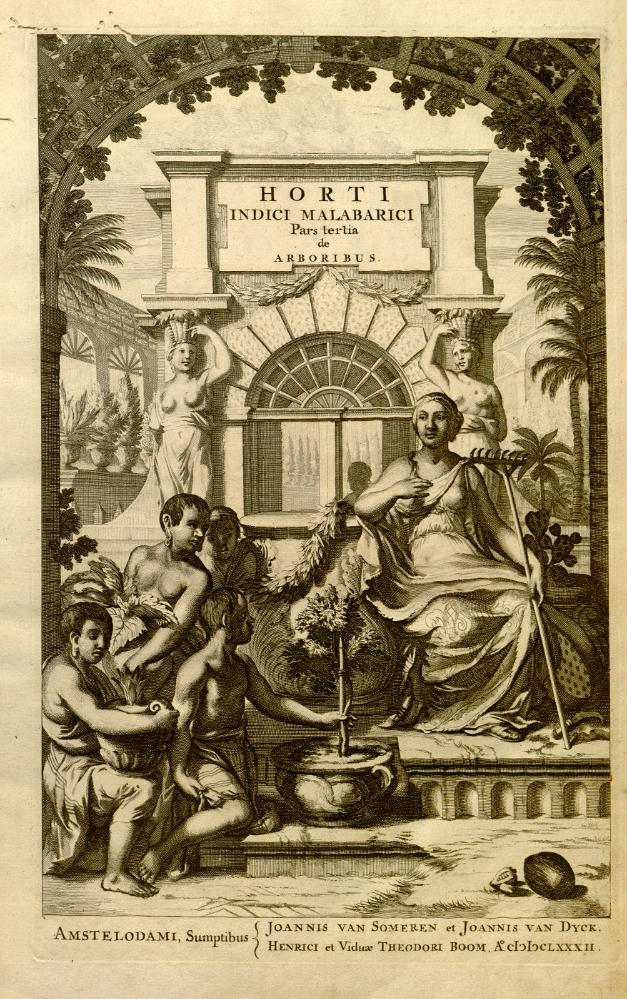
Portada del Hortus Malabaricus de Hendrik Adriaan van Reede tot Drakenstein
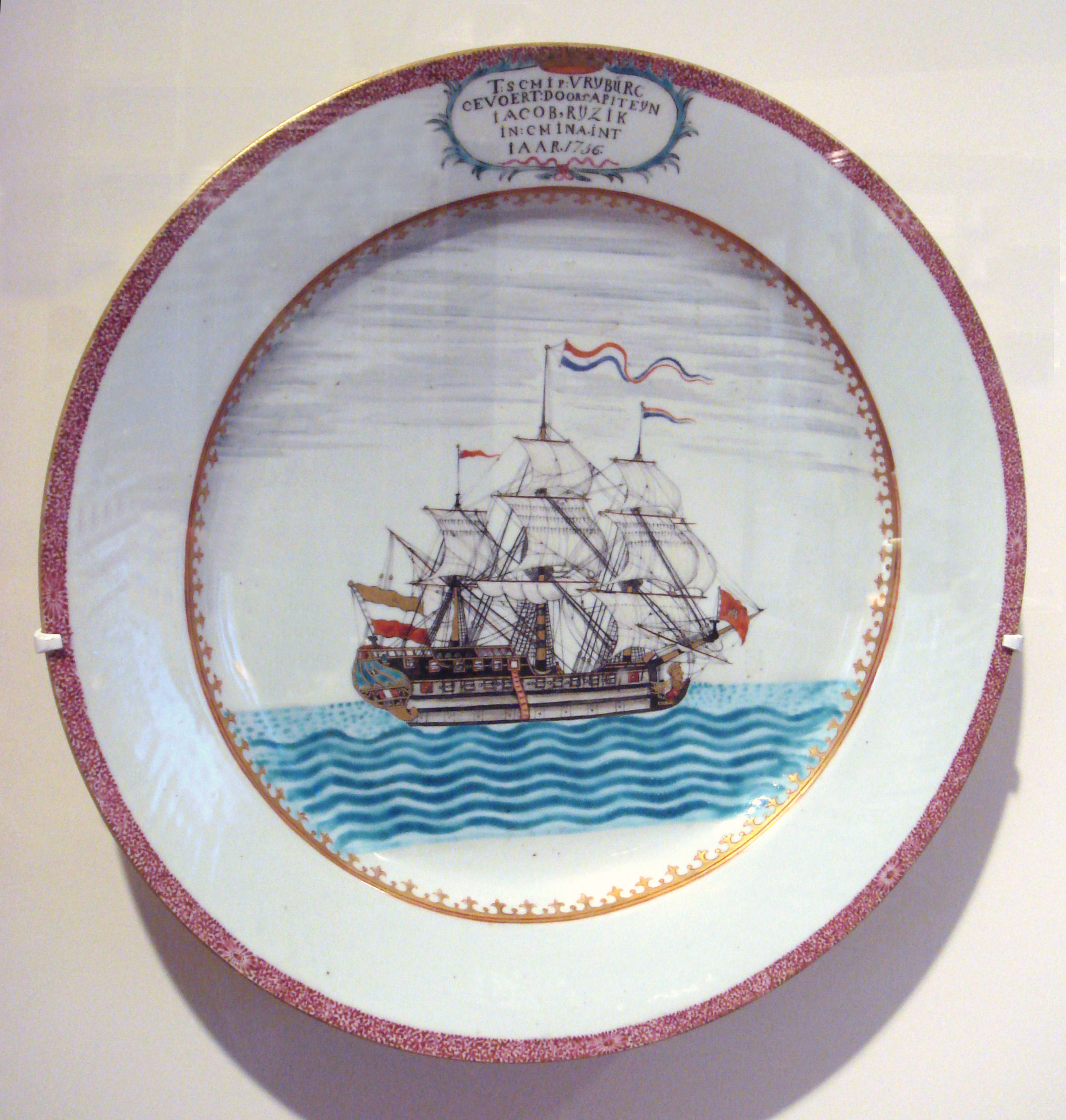
La nave Vryburg, circa 1756.
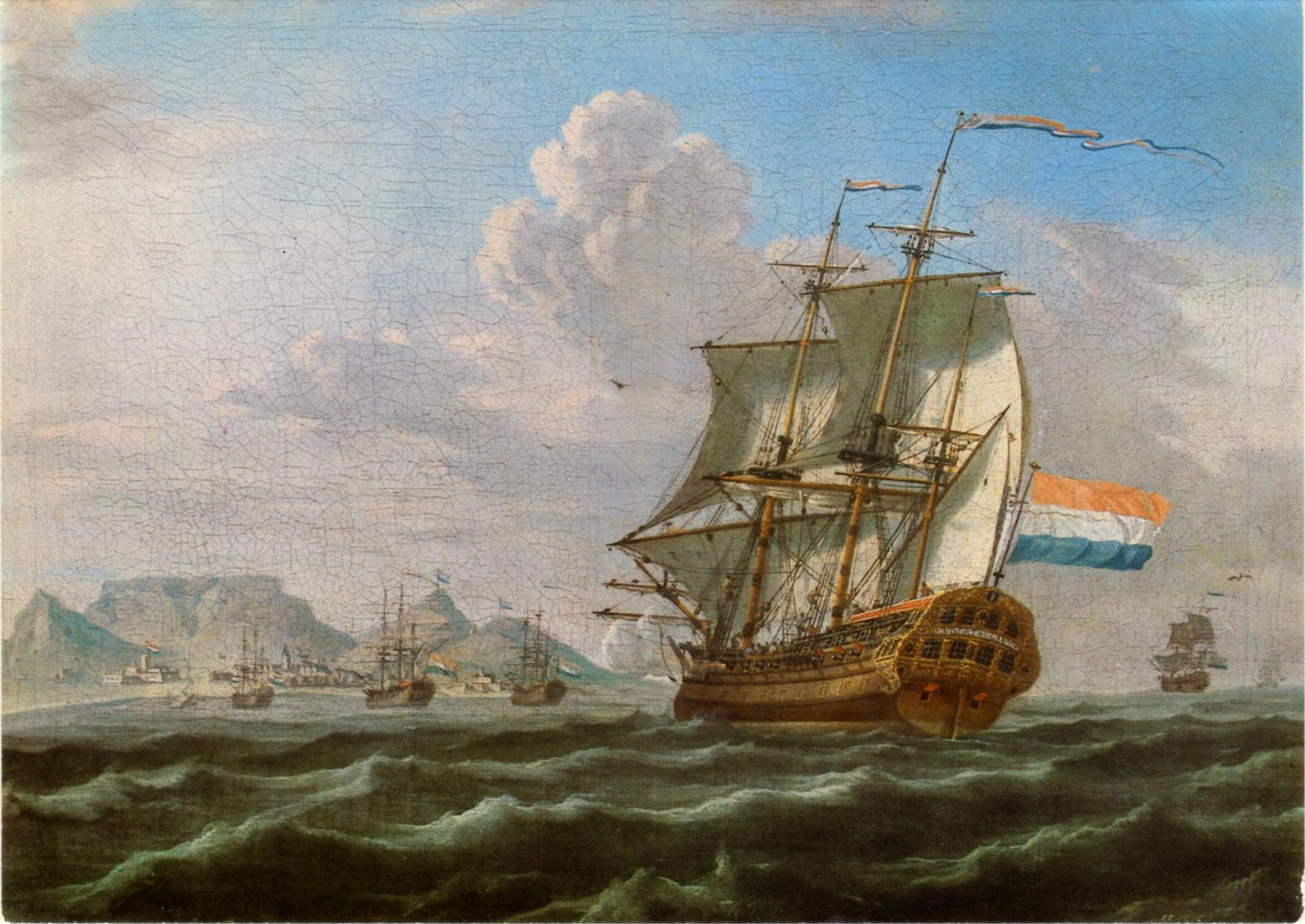
El buque Noord-Nieuwland en la Bahía de la Mesa (Ciudad del Cabo). Anónimo, 1762.
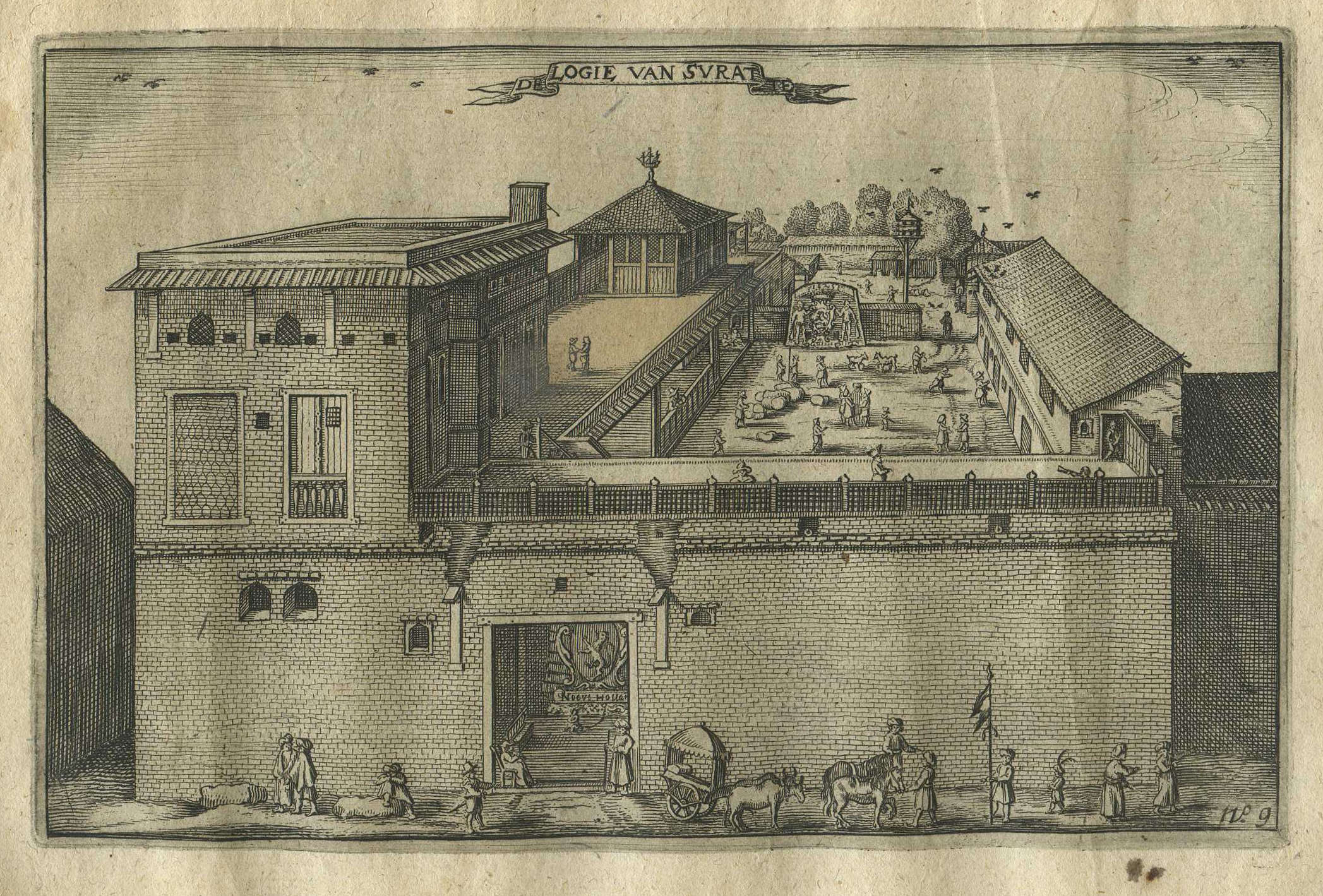
Establecimiento de la VOC en Surat
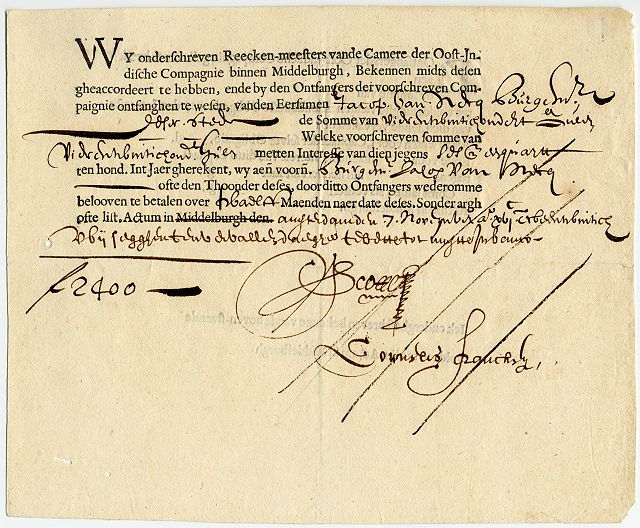
Un bono utilizado por la VOC, del 7 de noviembre de 1623 por la suma de 2400 florines.
Bandera de la VOC de Ámsterdam